# كيزو كومورا
كيزو كومورا (باليابانية: 古村啓蔵)‏ (25 يونيو 1896 في ناكانوجو ‏ - 7 فبراير 1978 في طوكيو) عسكري من اليابان.